# Hotel Rías Bajas
El Hotel Rías Bajas  es un edificio singular y uno de los establecimientos hoteleros más emblemáticos de la ciudad española de Pontevedra. Con una historia de más de medio siglo, ha sido testigo del desarrollo urbanístico de la ciudad y del auge del turismo en la misma. 

## Ubicación
Su ubicación estratégica en la calle Daniel de la Sota, en pleno Ensanche de la ciudad, muy cerca del centro histórico de Pontevedra lo ha convertido en un punto de referencia tanto para pontevedreses como para visitantes.

## Historia
La historia del Hotel Rías Bajas comenzó el 15 de mayo de 1963, cuando la Comisión Municipal Permanente de Pontevedra, presidida por el entonces alcalde Xosé Filgueira Valverde, aprobó el proyecto arquitectónico de Alfonso Barreiro Buján. Este proyecto fue declarado edificio singular, lo que permitía su construcción con alturas especiales debido a su localización estratégica en la esquina entre las calles Daniel de la Sota y la actual calle Castelao.
Poco después, el 20 de junio de 1963, el delegado provincial del Ministerio de la Vivienda, José María Zurita, denegó el permiso de construcción alegando que la altura prevista superaba el límite legal. Sin embargo, el Ayuntamiento de Pontevedra mantuvo su aprobación inicial y el 31 de julio ratificó el proyecto. Finalmente, el edificio se construyó con nueve plantas por Daniel de la Sota y siete por Castelao, superando incluso lo previsto. La construcción estuvo a cargo de Construcciones Benito Castro, y fue ejecutada en menos de dos años. Participaron en ella empresas locales como Talleres de la Torre (carpintería metálica), Portela (electricidad e iluminación) y Muebles Benito (mobiliario de diseño).
El hotel abrió sus puertas el sábado 3 de julio de 1965, durante el Año santo jacobeo, sin ceremonia de inauguración formal debido a la alta demanda de alojamiento, siendo Pontevedra conocida por el eslogan "Capital de las Rías Bajas, donde el Atlántico duerme". Su apertura supuso un hito en la modernización del sector turístico pontevedrés, con una oferta inicial de 100 habitaciones (mayoritariamente dobles), lo que representó casi 200 plazas hoteleras nuevas para la ciudad.
A lo largo de las décadas, el hotel vivió momentos de gran actividad social y cultural. En sus primeras etapas contó con un salón de té, salas de estar y un "snack bar" con pista de baile, donde actuaron diversos grupos musicales. Estas actividades lo situaron como competidor directo de locales como la boîte del desaparecido Hotel Universo.
El fundador, Matías de Cabo Briones, lideró el proyecto contando con una plantilla de 49 trabajadores cuidadosamente seleccionados. El coste total fue de 55 millones de pesetas, una inversión muy significativa para la época. Desde el inicio, fue punto de encuentro social en la ciudad.
Hoy en día, el hotel sigue en funcionamiento bajo gestión familiar manteniendo su categoría de tres estrellas y habiendo sido reformado en diversas ocasiones para adaptarse a las exigencias actuales.

## Descripción
El Hotel Rías Bajas se diseñó como un establecimiento de primera clase ya en sus inicios. El edificio consta de planta baja de servicios comunes y 8 plantas de habitaciones y destaca por su arquitectura vertical y su fachada con balaustradas metálicas.
Entre sus instalaciones el hotel cuenta con un total de 100 habitaciones, clasificadas en modalidades individuales, dobles, triples, deluxe y premium, muchas de ellas dotadas de balcón. Dispone además de restaurante, dos comedores y cafetería, y varios salones, muchos para eventos.
El Hotel Rías Bajas es un edificio representativo de la arquitectura funcionalista que destaca por su diseño racionalista, con una composición simétrica y repetitiva de balcones y ventanas. Ocupa una esquina en chaflán, lo que permite una mejor integración en la trama viaria y una mayor apertura visual. Su fachada combina piedra y tonos verdes en los balcones, y se caracteriza por la ausencia de ornamentos, siguiendo los principios de la arquitectura moderna. Los balcones con barandillas metálicas rectilíneas y la marquesina de vidrio de la entrada principal refuerzan el enfoque funcional del conjunto. El edificio alberga en su planta baja los servicios comunes del hotel, con grandes ventanales que otorgan transparencia al espacio interior. 
Durante la etapa del Pontevedra CF en Primera División, el Hotel Rías Bajas ganó prestigio al acoger a equipos como el Real Madrid. También ha alojado a numerosas figuras del espectáculo como ocurrió con el grupo Hombres G, cuya visita generó tal aglomeración de fans que fue necesaria la intervención policial y su salida por la puerta de servicio.
El Hotel Rías Bajas acoge también diversos eventos, como el vinculado a la moda vintage que tuvo lugar en junio de 2025. 

## Galería de imágenes

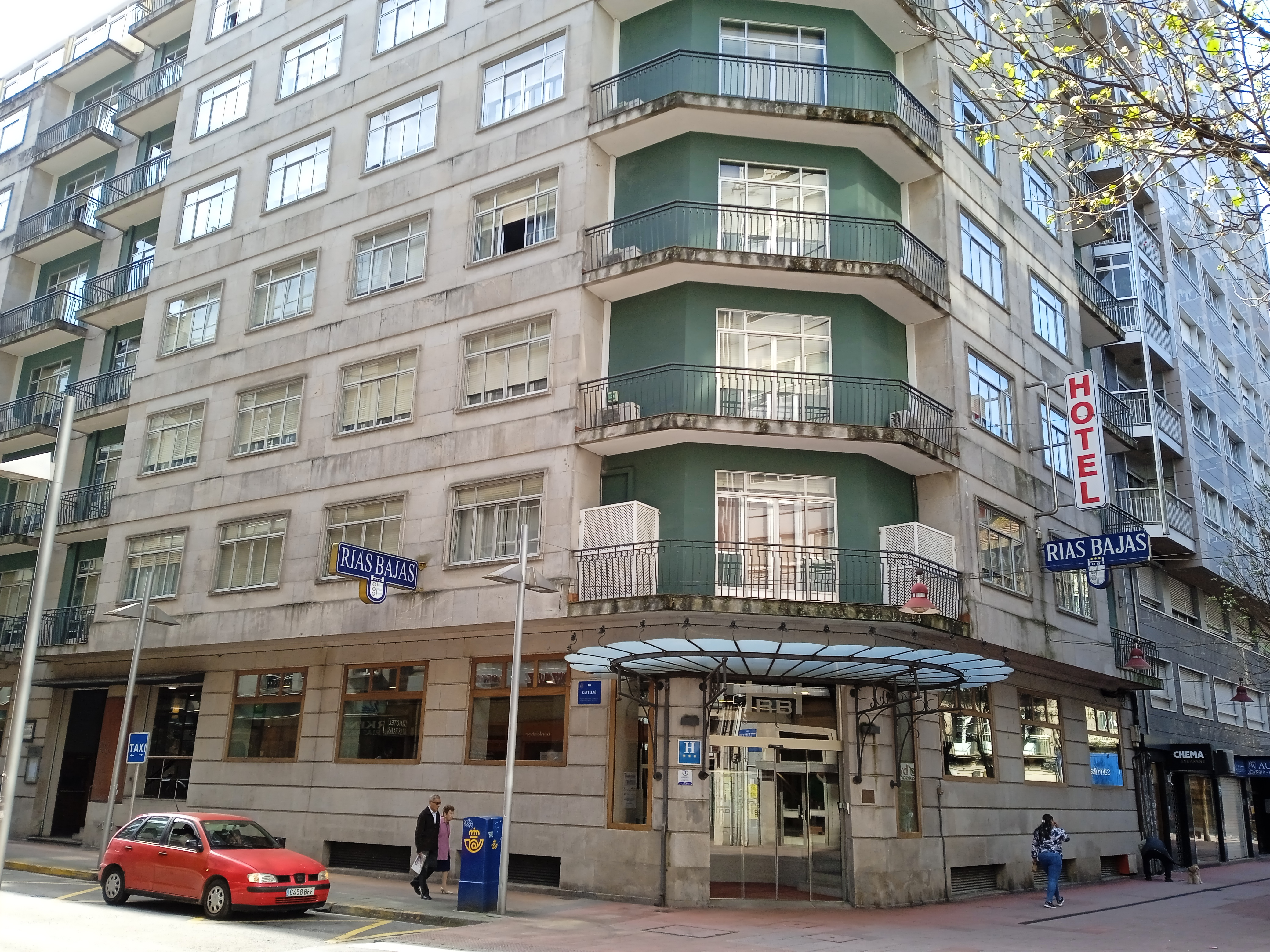
Entrada del hotel.
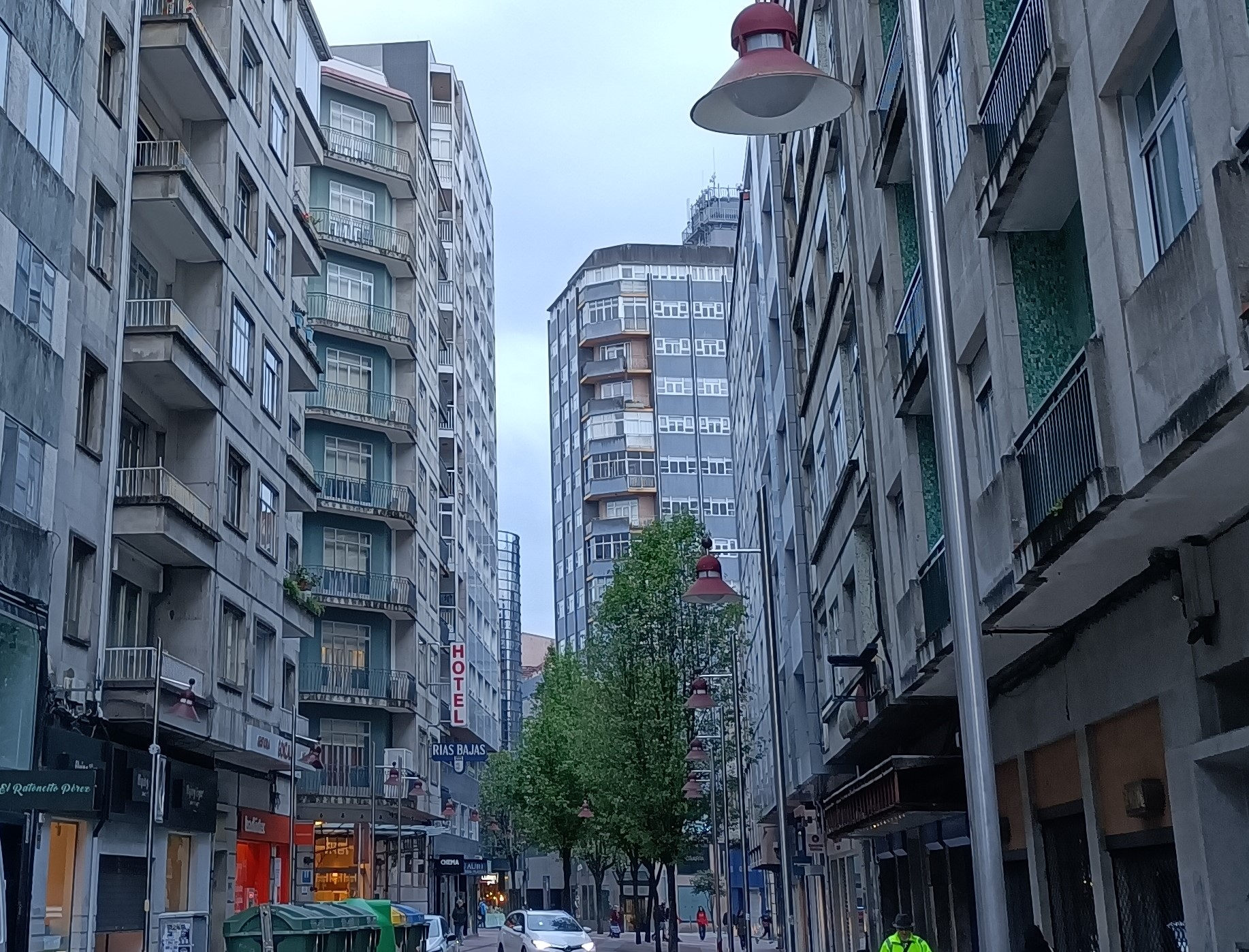
El hotel en el lado izquierdo de la calle Daniel de la Sota.
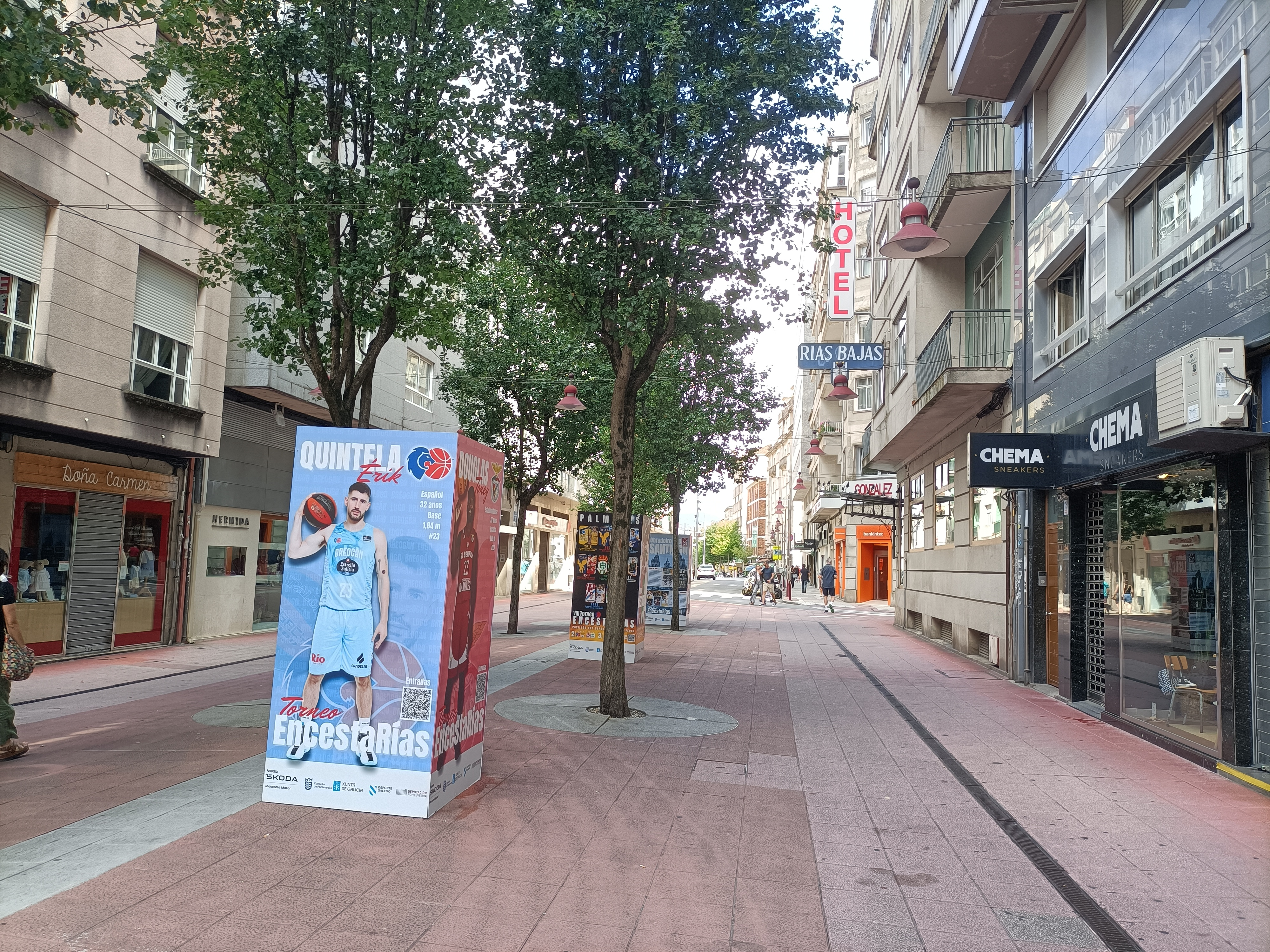
El hotel a la derecha de la calle.